# Isabelle Théosmy
Œuvres principales
Mon amour, mon geôlier (2020)

Nos années manquées (2023)

L'amour arrive à temps (2023)
Isabelle Théosmy, née le 17 décembre 1983 à Port-au-Prince, est une écrivaine, défenseure des droits humains, journaliste d'investigation et communicatrice sociale haïtienne.

## Biographie
Passionnée de lecture dès son plus jeune âge, elle a rapidement développé un intérêt pour l'écriture. Dans un entretien accordé à Garens Jean-Louis pour le quotidien Le National, elle explique : « J'ai passé beaucoup de temps à lire. Sans aucune prétention, l'idée d'écrire m'est venue, parce que je croyais pouvoir faire mieux que ce que je lisais dans le temps. C'est de ce fait, que je dis toujours, que c'est l'écriture qui a fait choix de moi ».

### Formation et Carrière journalistique
Elle a poursuivi des études de communication sociale à la Faculté des sciences humaines de l'université d'État d'Haïti (Fasch/UEH). Au fil des ans, elle a contribué à de nombreux médias, notamment en écrivant des articles pour Le National.

### Engagement social
« Le patriarcat est l'un des systèmes de domination le plus fortement ancré et l'un des plus résistants que connaît le monde. Pour s'affranchir de cette oppression, où les hommes ont le pouvoir et les femmes assujetties, il a fallu d'abord à certaines femmes de se doter d'une conscience. D'une conscience pour oser désobéir, sortir des sentiers battus et des constructions sociales. Elles se sont libérées de l'emprise du phallus et osent s'appartenir, en apprenant à réfléchir d'abord par elles-mêmes. Et ainsi, avoir une vision plus humaine et plus lucide de la réalité qui les entoure. ».
Fervente défenseure des droits humains, particulièrement engagée dans la promotion des droits des femmes, elle aborde courageusement des sujets liés à la condition féminine et combat activement la misogynie à travers ses articles, offrant ainsi une perspective éclairante et engagée sur ces questions cruciales.

## Œuvres

### Roman
- Mon amour, mon geôlier, Philippe Hugounenc Editeur, 2020, 240 p. (EAN 9782492047121)
- Nos années manquées, Milot & Varella, 2023, 239 p. (ISBN 978-2493420800)
- L'amour arrive à temps, Milot & Varella, 2023, 279 p. (ISBN 978-2386170010)

### Articles et travaux de recherches
- Le double visage de la reconstruction du centre-ville de Port-au-Prince[6].

- Reconstruction du centre-ville de Port-au-Prince dix ans après le séisme de janvier 2010[7].

- Gender Action: Caracol Industrial Park Social and Gender Impacts of Year One of Haiti’s newest IFI-funded Industrial Park[8].

- Quand une lumiere se veut Opak[9].